# Dan Thornton
Daniel I.J. "Dan" Thornton, född 31 januari 1911 i Hall County, Texas, död 19 januari 1976 i Carmel, Kalifornien, var en amerikansk republikansk politiker.
Thornton var guvernör i delstaten Colorado 1951-1955.
Thornton studerade vid Texas Technological College (numera Texas Tech University) och University of California, Los Angeles. Thornton och hustrun Jessie köpte 1937 en ranch i Arizona och fyra år senare flyttade de till Colorado. Deras ranch nära Gunnison blev känd för Thornton Triumphant-typen av nötkreatur av rasen Hereford som de utvecklade.
Thornton besegrade ämbetsinnehavaren Walter Walford Johnson i guvernörsvalet i Colorado 1950. Guvernör Thornton var känd för sin stetsonhatt, sin rökpipa och sina cowboystövlar.
Staden Thornton i närheten av Denver har fått sitt namn efter Dan Thornton. 